# Horoscopes (chanson)
Chansons représentant l'Irlande au Concours Eurovision de la chanson
What's Another Year
(1980) Here Today Gone Tomorrow
(1982)
Horoscopes est la chanson représentant l'Irlande au Concours Eurovision de la chanson 1981. Elle est interprétée par le groupe Sheeba.

## Eurovision
La chanson est la douzième de la soirée, suivant Het is een wonder interprétée par Linda Williams pour les Pays-Bas et précédant Aldri i livet interprétée par Finn Kalvik pour la Norvège.
À la fin des votes, elle obtient 105 points et finit à la cinquième place sur vingt participants.

## Classements

### Classements hebdomadaires
| Classement (1981) | Meilleure position |
| ----------------- | ------------------ |
| Irlande (IRMA)    | 3                  |